# 胡若木
胡若木（1920年—），原名胡光晔，男，江苏盐城人，中国广播编辑家，曾任广播电视部总编室主任。